# NGC 33
NGC 33 è una piccola stella doppia situata nella costellazione dei Pesci.

## Scoperta
La stella è stata osservata e descritta il 9 settembre 1864 dall'astronomo tedesco Albert Marth.